# Масонанс
Масонанс (фр. Massonnens) — громада  в Швейцарії в кантоні Фрібур, округ Глан.

## Географія
Громада розташована на відстані близько 50 км на південний захід від Берна, 18 км на південний захід від Фрібура.
Масонанс має площу 4,3 км², з яких на 6% дозволяється будівництво (житлове та будівництво доріг), 73,3% використовуються в сільськогосподарських цілях, 20,7% зайнято лісами, 0% не є продуктивними (річки, льодовики або гори).

## Демографія
2019 року в громаді мешкало 533 особи (+20,9% порівняно з 2010 роком), іноземців було 13,5%. Густота населення становила 124 осіб/км².
За віковим діапазоном населення розподілялося таким чином: 26,5% — особи молодші 20 років, 59,8% — особи у віці 20—64 років, 13,7% — особи у віці 65 років та старші. Було 203 помешкань (у середньому 2,6 особи в помешканні).
Із загальної кількості 89 працюючих 37 було зайнятих в первинному секторі, 22 — в обробній промисловості, 30 — в галузі послуг.